# Zeb (Oklahoma)
Zeb es un lugar designado por el censo ubicado en el condado de Cherokee en el estado estadounidense de Oklahoma. En el Censo de 2010 tenía una población de 497 habitantes y una densidad poblacional de 36,06 personas por km².

## Geografía
Zeb se encuentra ubicado en las coordenadas 35°47′48″N 95°3′18″O / 35.79667, -95.05500. Según la Oficina del Censo de los Estados Unidos, Zeb tiene una superficie total de 22.18 km², de la cual 22.18 km² corresponden a tierra firme y (0.01%) 0 km² es agua.

## Demografía
Según el censo de 2010, había 497 personas residiendo en Zeb. La densidad de población era de 36,06 hab./km². De los 497 habitantes, Zeb estaba compuesto por el 55.33% blancos, el 0% eran afroamericanos, el 34.41% eran amerindios, el 0% eran asiáticos, el 0% eran isleños del Pacífico, el 0.8% eran de otras razas y el 9.46% pertenecían a dos o más razas. Del total de la población el 3.02% eran hispanos o latinos de cualquier raza.